# Dermeval José Pimenta Filho
Dermeval José Pimenta Filho foi um político brasileiro do estado de Minas Gerais. Foi deputado estadual em Minas Gerais por três mantatos consecutivos, durante o período de 1959 a 1971 (da 4ª à 6ª legislatura), sendo as duas primeiras pelo PTB e a última pela ARENA.